# Inverkehrbringen von Produkten (EU-Wirtschaftsrecht)
Als Inverkehrbringen von Produkten bezeichnet man im Wirtschaftsrecht der Europäischen Union, Produkte erstmals im Hoheitsgebiet der EU für die Verwendung oder den Vertrieb bereitzustellen.

## Ebenen
Das Europäische Wirtschaftsrecht unterscheidet im Bereich der technischen Sicherheitsvorschriften und Normen drei verschiedene Regulierungsebenen:
1. die allgemeine Produktsicherheit (sog. b2c-Produkte),
2. spezifische europarechtliche Produktsicherheit für Konsum- und Industriegüter, die oftmals an der CE-Kennzeichnung erkennbar sind,
3. den Grundsatz der gegenseitigen Anerkennung nationaler Vorschriften.

## Allgemeine Produktsicherheit
Die allgemeine Produktsicherheit für das Inverkehrbringen von Produkten unterliegt der Verordnung (EU) 2023/988, die die Richtlinie 2001/95/EG ersetzt. Sie gilt ausschließlich für sog. b2c-Produkte (business to customer), also nicht für b2b-Produkte (business to business). Demnach müssen in den Verkehr gebrachte Produkte sicher sein. Sicher sind Produkte, wenn sie die europarechtlichen Bestimmungen oder in deren Ermangelung die nationalen Rechtsvorschriften erfüllen.

## Spezifische Produktanforderungen
Neben dieser allgemeinen Produktsicherheit existieren zahlreiche Richtlinien mit spezifischen Anforderungen für Konsum- und Industriegüter insbesondere in den Sparten Elektrogeräte, Kommunikationstechnologie, Maschinen, Bauprodukte, Druckgeräte, Messwesen, Medizinprodukte, Energieeffizienz, Spielzeuge, Sprengstoffe oder pyrotechnische Erzeugnisse, Sportboote sowie Lebensmittel- und Arzneimittelrecht. Produkte, die die jeweiligen Anforderungen erfüllen, erhalten die CE-Kennzeichnung; dies betrifft jedoch nicht alle Produktgattungen. Im Einzelnen (Sortierung nach Datum, siehe):
- Verordnung (EG) Nr. 1907/2006: Stoffe und Gemische
- Verordnung (EG) Nr. 1924/2006: Nährwertangaben über Lebensmittel
- Verordnung (EG) Nr. 1272/2008: Stoffe und Gemische
- Richtlinie 2009/48/EG: Spielzeug
- Richtlinie 2010/35/EU: Ortsbewegliche Druckgeräte
- Richtlinie 2011/62/EU: Arzneimittel
- Richtlinie 2011/65/EU: Beschränkung gefährlicher Stoffe in elektrischen und elektronischen Geräten
- Verordnung (EU) Nr. 305/2011: Verordnung 305/2011 (Bauprodukteverordnung)
- Richtlinie 2012/26/EU: Pharmakovigilanz
- Richtlinie 2013/29/EU: Pyrotechnische Artikel
- Richtlinie 2013/53/EU: Sportboote und Wasserfahrzeuge
- Richtlinie 2014/28/EU: Explosivstoffe für zivile Zwecke
- Richtlinie 2014/29/EU: Einfache Druckbehälter
- Richtlinie 2014/30/EU: Elektromagnetische Verträglichkeit
- Richtlinie 2014/31/EU: nichtselbsttätige Waagen
- Richtlinie 2014/32/EU: Messgeräte, ersetzt Richtlinie 2004/22/EG
- Richtlinie 2014/33/EU: Aufzüge
- Richtlinie 2014/34/EU: ATEX (Explosionsschutz)
- Richtlinie 2014/35/EU: Richtlinie 2014/35/EU (Niederspannungsrichtlinie) für Elektrogeräte, Elektronik, Kommunikation
- Richtlinie 2014/53/EU: Funkanlagen
- Richtlinie 2014/68/EU: Druckgeräte
- Richtlinie 2014/90/EU: Schiffsausrüstung
- Verordnung (EU) 2016/424: Seilbahnen
- Verordnung (EU) 2016/425: Persönliche Schutzausrüstung
- Verordnung (EU) 2016/426: Gasgeräte
- Verordnung (EU) 2017/745: Medizinprodukte
- Verordnung (EU) 2017/746: In-vitro-Diagnostika
- Verordnung (EU) 2019/945: Drohnen und deren Drittlandbetreiber
- Verordnung (EU) 2019/1009: EU-Düngeprodukte
- Verordnung (EU) 2019/2021: Ökodesign an elektronischen Displays, ersetzt Ökodesign-Richtlinie 2009/125
- Verordnung (EU) 2023/1230: Maschinen, ersetzt Richtlinie 2006/42/EG
- Verordnung (EU) 2023/1542: Batterien

## Grundsatz der gegenseitigen Anerkennung
In Ermangelung europäischer Richtlinien gelten die jeweiligen nationalen Vorschriften (dies betrifft besonders den Gebrauchtwarenhandel). Die gegenseitige Anerkennung gewährleistet die Warenverkehrsfreiheit nach Art. 36. Will ein Staat ausnahmsweise von der gegenseitigen Anerkennung abweichen schreibt die Verordnung 764/2008 (aufgehoben durch Verordnung 2019/515) das Verfahren vor.